# Attheyella incae
Attheyella incae är en kräftdjursart som först beskrevs av Brehm 1936.  Attheyella incae ingår i släktet Attheyella och familjen Canthocamptidae. Inga underarter finns listade i Catalogue of Life.